# OnePlus Nord CE 3 5G
OnePlus Nord CE 3 5G — смартфон середнього рівня, розроблений компанією OnePlus, що входить у серію Nord CE і є спрощеною версією OnePlus Nord 3 5G.
В Китаї ця модель продається як Oppo K11 з різницею в оформленні задньої панелі, більшій кількості пам'яті та швидшій зарядці.

## Дизайн
Екран виконаний зі скла Corning Gorilla Glass 5, а задня панель та бокові грані — з пластику.
За дизайном смартфони схожі на OnePlus Nord 3 5G та OnePlus Nord CE 3 Lite 5G.
Знизу розміщені роз'єм USB-C, динамік, мікрофон та гібридний слот під 2 SIM-картки або 1 SIM-картку і карту пам'яті формату microSD до 1 ТБ. Зверху розташований другий мікрофон, другий динамік та ІЧ-порт. З правого боку розміщені кнопки регулювання гучності та кнопка блокування смартфона.
OnePlus Nord CE 3 5G продається в кольорах Aqua Surge (блакитний) та Gray Shimmer (сірий).
Oppo K11 продається в кольорах Moonshadow Gray (сірий) та Glacier Blue (блакитний).

## Технічні характеристики

### Платформа
Смартфони отримали процесор Qualcomm Snapdragon 782G та графічний процесор Adreno 642L.

### Батарея
Батарея отримала об'єм 5000 мА·год. Також OnePlus Nord CE 3 5G має підтримку швидкої зарядки SUPERVOOC на 80 Вт, а Oppo K11 — на 100 Вт.

### Камера
Пристрої отримали основну потрійну камеру 50 Мп Sony IMX890, f/1.8 (ширококутний) із багатонаправленим фазовим автофокусом та оптичною стабілізацією зображення + 8 Мп Sony IMX355, f/2.2 (надширококутний) із + 2 Мп, f/2.4 (макро) та фронтальну камеру 16 Мп, f/2.4 (ширококутний). Також основна камера може записувати відео в роздільній здатності 4K@30fps, а фронтальна — в 1080p@30fps. 

### Екран
Екран AMOLED, 6.7", FullHD+ (2412 × 1080) зі щільність пікселів 394 ppi, співвідношенням сторін 20:9, частотою оновлення дисплея 120 Гц та круглим вирізом під фронтальну камеру, що знаходиться зверху в центрі.

### Звук
Смартфони отримали стереодинаміки. Динаміки розташовані на верхньому та нижньому торцях.

### Пам'ять
OnePlus Nord CE 3 5G продається в комплектаціях 8/128 та 12/256 ГБ.
Oppo K11 продається в комплектаціях 8/256, 12/256 та 12/512 ГБ.

### Програмне забезпечення
OnePlus Nord CE 3 5G був випущені на OxygenOS 13.1, а Oppo K11 — на ColorOS 13.1. Обидві оболонки на базі Android 13.